# Chazay-d'Azergues
Chazay-d'Azergues es una comuna francesa, situada en el departamento de Ródano, de la región de Auvernia-Ródano-Alpes. Pertenece a la comunidad de comunas Beaujolais-Pierres Dorées.

## Demografía
| 1 267 | 1 479 | 2 054 | 2 712 | 3 314 | 3 903 | 3 926 | 4 007 | 4 130 | 4 270 |
| Para los censos de 1962 a 1999 la población legal corresponde a la población sin duplicidades (Fuente: INSEE [Consultar]) |       |       |       |       |       |       |       |       |       |